# Robert Monroe
Robert Allan Monroe, de asemenea, cunoscut sub numele de Bob Monroe (n. 30 octombrie 1915, Indiana - d. 17 martie 1995), a fost un producător executiv de radiodifuziune newyorkez care a devenit cunoscut pentru cercetările sale privind stările de conștiință modificată. Cartea sa din 1971, Journeys Out of the Body (Călătorii în afara corpului), este considerată ca fiind cea care a popularizat termenul de experiențe în afara corpului ("en:out-of-body experience").
Monroe a devenit cunoscut la nivel mondial ca un explorator al conștiinței umane. Cercetările sale, începute din anii 1950, au produs dovezi că modelele de sunete specifice au efecte identificabile, benefice asupra capacităților noastre. De exemplu, anumite combinații de frecvențe apar să sporească vigilența, altele induc somnul și altele par a evoca stări crescute de conștiință.
Asistat de specialiști în psihologie, medicină, biochimie, psihiatrie, inginerie electrică, fizică și educație, Robert Monroe a dezvoltat Hemi-Sync, o tehnologie audio patentată despre care se susține că ar facilita o performanță îmbunătățită.
El este, de asemenea, notabil ca unul dintre fondatorii Jefferson Cable Corporation, prima companie de cablu care a acoperit zona centrală a Virginei, SUA.

## Legături externe
- Monroe Products
- The Monroe Institute
- Monroe biography Arhivat în 25 decembrie 2005, la Wayback Machine.